# SN 1988aa
SN 1988aa – supernowa odkryta 14 grudnia 1988 roku w galaktyce PGC0000861. W momencie odkrycia miała maksymalną jasność 19,70m.